# Ландсбергис, Габриэлюс
Габриэлюс Ландсбергис (лит. Gabrielius Landsbergis; род. 7 января 1982, Вильнюс, Литовская ССР, СССР) — литовский государственный и политический деятель. Министр иностранных дел Литовской Республики в правительстве И. Шимоните. Член Сейма Литовской Республики. Бывший председатель партии Союз Отечества — Литовские христианские демократы. Сын поэта Витаутаса Ландсбергиса и внук политика Витаутаса Ландсбергиса.

## Биография
Габриэлюс Ландсбергис родился в семье кинематографистов Рамуне Ландсбергене (род. 1965) и Витаутаса Ландсбергиса.
С 1999 по 2005 год учился в Вильнюсском университете. Получил степени бакалавра истории (2003) и магистра международных отношений и дипломатии (2005).
Работал в посольстве Литовской Республики в Королевстве Бельгии и Великом Герцогстве Люксембург, а также в канцелярии Правительства.
В 2014 году был избран в Европейский Парламент. Активный член группы Европейской народной партии (христианские демократы).
Председатель партии «Союз Отечества — Литовские христианские демократы» в 2015—2024 годах. В 2016—2024 годах — член Сейма Литовской Республики. После проигрыша партии Союз Отечества — Литовские христианские демократы на парламентских выборах 2024 года отказался от мандата депутата Сейма и ушел с поста председателя партии.
Женат, четверо детей.

## Награды
- Орден князя Ярослава Мудрого III степени (23 августа 2022 года, Украина) — за значительные личные заслуги в укреплении межгосударственного сотрудничества, поддержку государственного суверенитета и территориальной целостности Украины, весомый вклад в популяризацию Украинского государства в мире[7].
- Великий офицер ордена Звезды Румынии (16 декабря 2024 года, Румыния)[8].
- Памятный знак за личный вклад в председательство Литвы в Совете Европейского Союза в 2013 году (30 декабря 2013 года, Литва)[9].
- Крест Добрососедства (2024 год, Объединённый переходный кабинет Беларуси)[10].
- Крест «За заслуги» I класса (2024 год, Министерство иностранных дел Эстонии)[11].